# لانگریج
latitudeلانگریجlongitudeلانگریج
لانگریج (به انگلیسی: Longridge) یک شهرک در بریتانیا است که در انگلستان واقع شده‌است.

## خصوصیات
لانگریج ۷٬۵۴۶ نفر جمعیت دارد.